# قسطنطين بودوباغوروس
قسطنطين بودوباغوروس (باليونانية: Κωνσταντῖνος Ποδοπάγουρος)‏؛ توفي في 25 أغسطس 766) كان مسؤولًا بيزنطيًا رفيع المستوى تزعم، مع شقيقه ستراتيجيوس، مؤامرة ضد الإمبراطور قسطنطين الخامس (حكم 741-775).
«بودوباغوروس» هو لقب يعني «سلطعون». لا يُعرف إلا القليل عن حياته ومهنته بخلاف تورطه في مؤامرة ضد الإمبراطور في صيف عام 766. ووفقًا لتيوفان المعرف، كان قسطنطين بطرياق حينها و logothetēs tou dromou. كان قسطنطين وشقيقه، الذي كان في ذلك الوقت قائدًا لنخبة التقمة من الإكسكوبيتوريين، قادة المؤامرة التي ضمت، وفقًا لتيوفان، تسعة عشر مسؤولًا رفيع المستوى، بما في ذلك العديد من كبار المسؤولين الإقليميين الحكام (إستراتيجوس). وبعد اكتشاف المؤامرة، تم عرض المتآمرين علنًا وإهانتهم في ميدان سباق الخيل في القسطنطينية في 25 أغسطس 766، وبعد ذلك تم قطع رأس ستراتيجيوس وقسطنطين في كينجيون، بينما تم تعمية الآخرين ونفيهم. وبعد أيام قليلة، تم فصل أبرش المدينة بروكوبيوس أيضًا، وأعقب ذلك عزل ونفي البطريرك قسطنطين الثاني، بعد أن تورط بعض رجال الدين في المؤامرة.
وفي تأريخه، يصور تيوفان المؤامرة جزءً من رد فعل ضد سياسات تحطيم الأيقونات لقسطنطين الخامس، مشيرًا إلى أن بعض المتآمرين كانوا من أتباع الناسك الأيقوني ستيفن الأصغر من جبل أوكسينتوس، الذي كان الإمبراطور قد أهانه وأعدمه علانية في نوفمبر الماضي. ومن ناحية أخرى، فإن الدراسات الحديثة ليست واضحة فيما يتعلق بدوافع الإمبراطور، أي ما إذا كانت وفاة ستيفن، أو إهانة وتعمية سبعة عشر من المسؤولين التسعة عشر وأعمال الاضطهاد الأخرى، بسبب موقفه المتصلب ضد مشاعر الأيقونات، أو أن لها دوافع سياسية كرد فعل لمؤامرات ضد حياته (والتي ربما تورط فيها ستيفن أيضًا).